# Richard Laurenson

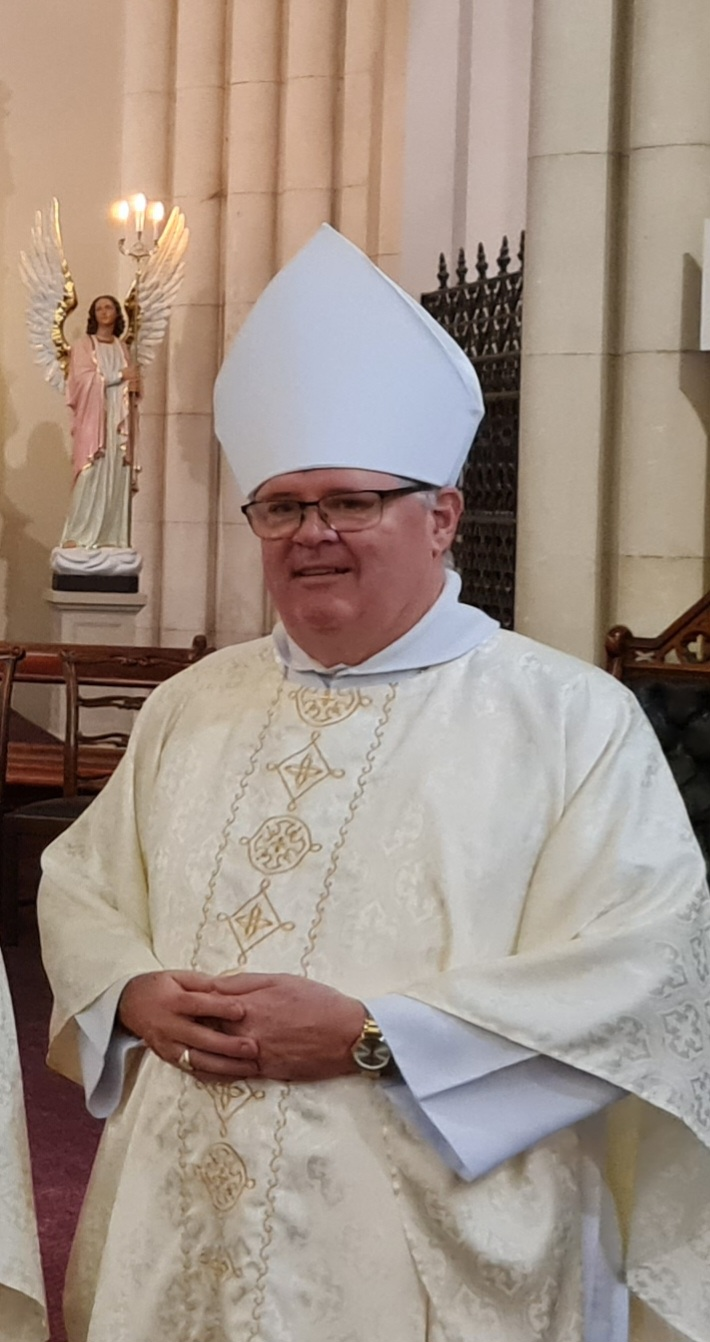
Richard Laurenson (2024)

Wappen von Richard Laurenson

Richard Philip James Laurenson (* 4. Juli 1968 in Hamilton) ist ein neuseeländischer römisch-katholischer Geistlicher und Bischof von Hamilton in Neuseeland.

## Leben
Richard Laurenson studierte Philosophie und Katholische Theologie am Priesterseminar Holy Cross in Mosgiel. An der University of Otago in Dunedin erlangte er einen Bachelor of Theology. Im Dezember 1994 wurde er zum Diakon geweiht und am 12. August 1995 empfing er durch den Bischof von Hamilton in Neuseeland, Denis Browne, das Sakrament der Priesterweihe für das Bistum Hamilton in Neuseeland.
Laurenson war nach der Priesterweihe zunächst als Pfarrvikar der Pfarrei St. Mary in Rotorua tätig. Von 1997 bis 1998 wirkte er als Seelsorger für die Friedenstruppen in Bougainville. Anschließend war er Pfarrvikar der Pfarrei St. Mary Immaculate in Tauranga (1998–1999) und Pfarradministrator der Pfarrei St. Pius X. in Melville (1999–2000), bevor er Pfarrer der Pfarrei St. Joseph in Waihi wurde. Nachdem Laurenson von 2006 bis 2007 als Pfarrer der Pfarrei Immaculate Conception in Taumarunui gewirkt hatte, wurde er für weiterführende Studien nach Rom entsandt. Dort erwarb er 2010 an der Päpstlichen Universität Urbaniana ein Lizenziat im Fach Kanonisches Recht.
Nach der Rückkehr in seine Heimat war Laurenson als Pfarrer der Pfarreien St. Matthew in Hillcrest (2010–2011) und St. Joseph in Fairfield (2010–2015) sowie St. Peter Chanel in Te Rapa (2010–2011 und 2013–2015) tätig. Von 2016 bis 2019 war er Pfarradministrator der Kathedrale Blessed Virgin Mary in Hamilton sowie der Pfarreien St. Joseph, St. Matthew und St. Peter Chanel, bevor er Pfarrer der Pfarrei Holy Cross im Norden Hamiltons wurde. Ab 2021 war er Pfarrer der Pfarrei All Saints by the Sea in Papamoa Beach. Neben seiner Tätigkeit in der Pfarrseelsorge wirkte Laurenson von 2012 bis 2014 zudem als Generalvikar des Bistums Hamilton in Neuseeland. Während der Sedisvakanz von 2014 bis 2015 leitete er das Bistum als Diözesanadministrator. Anschließend war er erneut Generalvikar, bevor er 2019 Vizeoffizial am nationalen Kirchengericht von Neuseeland wurde. Außerdem fungierte er bereits ab 2014 als Kanzler der Kurie des Bistums Hamilton und als Ehebandverteidiger am diözesanen Kirchengericht. Darüber hinaus gehörte Laurenson dem Konsultorenkollegium des Bistums an.
Am 25. Oktober 2023 ernannte ihn Papst Franziskus zum Bischof von Hamilton in Neuseeland. Der Bischof von Auckland, Stephen Marmion Lowe, spendete ihm am 8. Dezember desselben Jahres in Hamilton die Bischofsweihe; Mitkonsekratoren waren der Erzbischof von Wellington, Paul Martin SM, und der Bischof von Palmerston North, John Lewis Adams. Laurenson wählte den Wahlspruch Carius, clarus, comminus („Klar, teuer, bald“).